# Acuerdo Sikorski-Maiski

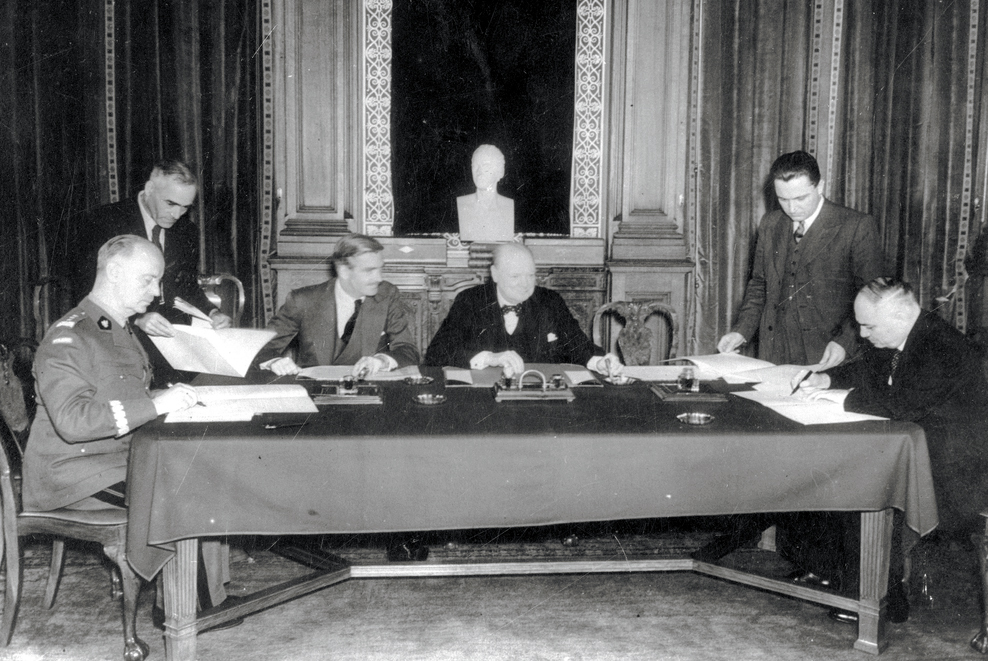
Firma del acuerdo por Władysław Sikorski (izda.) e Iván Maiski (dcha.), en presencia de Anthony Eden y Winston Churchill (centro). Londres, 30 julio 1941

El acuerdo Sikorski-Maiski fue un tratado entre la Unión Soviética y Polonia, firmado en Londres el 30 de julio de 1941. Su nombre proviene de sus dos signatarios más notables: el primer ministro del gobierno de Polonia en el exilio Władysław Sikorski y el embajador soviético en el Reino Unido Iván Maiski.

## Detalles
Después de firmar el Tratado de no agresión germano-soviético en agosto de 1939, la Unión Soviética participó en la  invasión de Polonia y su posterior desmembramiento, ratificado por el Tratado Germano-Soviético de Amistad, Cooperación y Demarcación de septiembre de 1939. Las autoridades soviéticas declararon que Polonia no existía y todos los antiguos ciudadanos polacos de las zonas anexionadas por la Unión Soviética fueron considerados ciudadanos soviéticos. De esta manera fueron detenidos y encarcelados por el NKVD y otras autoridades soviéticas aproximadamente 2 millones de ciudadanos polacos (incluyendo un cuarto de millón de prisioneros de guerra y 1,5 millones de deportados). 
Cuando la situación internacional de la Unión Soviética cambió con el estallido de la guerra soviético-alemana en 1941, Stalin comenzó a buscar ayuda de otros países que se oponían a la Alemania nazi. Enormemente alentado por el diplomático británico Anthony Eden, Sikorski, el 5 de julio de 1941, inició negociaciones con el embajador soviético en Londres, Iván Maiski, para restablecer las relaciones diplomáticas entre Polonia y la Unión Soviética. Sikorski fue el arquitecto del acuerdo alcanzado por los dos gobiernos, firmado el 30 de julio de 1941. Una nueva alianza militar fue firmada en Moscú el 14 de agosto de 1941. Más tarde ese año, Sikorski fue a Moscú con una misión diplomática (incluyendo al futuro embajador de Polonia en Moscú, Stanisław Kot, y jefe de la Misión Militar Polaca en la Unión Soviética, el general Zygmunt Szyszko-Bohusz).
Stalin accedió a declarar nulos todos los pactos anteriores con la Alemania nazi, invalidando la partición soviético-alemana de Polonia en septiembre de 1939 y liberando a decenas de miles de prisioneros de guerra polacos de los campos de trabajo del GULAG, prisiones y lugares de deportación. De acuerdo con un pacto entre el gobierno polaco en el exilio y Stalin, el 12 de agosto de 1941, los soviéticos concedieron la "amnistía" a ciudadanos polacos en territorio soviético, gracias a la cual se formó un ejército de 40.000 hombres (Ejército de Anders, más tarde conocido como el Segundo Cuerpo polaco) bajo el mando del general Władysław Anders. El paradero de miles de oficiales polacos, sin embargo, permanecería desconocido por dos años más, pesando mucho sobre las relaciones polaco-soviéticas posteriores.
El 25 de abril de 1943, la URSS volvió a romper las relaciones diplomáticas con el gobierno de Polonia en el exilio tras la aceptación por este de la propuesta del Comité Internacional de la Cruz Roja para investigar la masacre de Katyn.